# Alchemilla reniformis
Alchemilla reniformis é uma espécie de rosácea do gênero Alchemilla, pertencente à família Rosaceae.